# Stefan Grabiński
Stefan Grabińesquí (26 de febrero de 1887–12 de noviembre de 1936) fue un escritor polaco de horror y literatura fantástica. Algunos lo llaman  "El Poe polaco" o "El Lovecraft polaco", a pesar de que sus trabajos son a menudo surrealistas o explícitamente eróticos, lo que pone distancia entre su obra y la de dichos escritores norteamericanos. Era experto  en parapsicología, magia y demonología y estuvo interesado en las películas del expresionismo alemán.
Su cuento "La mujer de Szamota" fue adaptada al cine como parte de una trilogía de serie B llamada Evil Streets.

## Biografía
Grabiński nació en Kamionka Strumiłowa, entonces parte de Polonia (hoy en día Kamianka-Buzka, Ucrania), localidad situada en el Río Bug. Su familia tenía una posición acomodada y su padre, Dionizos, era un juez local. La infancia de Grabiński fue ensombrecida por distintas enfermdades. Con frecuencia leía mientras tenía que guardar cama, lo que lo volvió ligeramente aislado y nutrió su tendencia hacia la fantasía oscura y el misticismo. Después de la muerte de su padre, la familia se mudó a Leópolis.
Se graduó del bachillerato local en 1905, luego estudió Literatura polaca y filología en la  Universidad Nacional Iván Frankó de Leópolis, entonces conocida como Universidad Jan Kazimierz. Mientras estudiaba allí,  descubrió que padecía tuberculosis, padecimiento común en su familia. 
Debido a su ardiente panteísmo, afección al misticismo cristiano y los textos religiosos de Oriente, así como a la Teosofía y la Demonología, el descubrimiento de su enfermedad sólo incrementó su cosmovisión ocultista y su aproximación a la escritura.  Al graduarse en 1911 comenzó a trabajar como maestro de instituto en Leópolis. Durante este periodo viajó intensamente, visitando Austria, Italia y Rumania. Desde 1917 hasta 1927 fue profesor en Przemyśl.
Grabiński comenzó a escribir ficciones breves en 1906 y su madre fue su primera lectora y crítica. Una colección de sus cuentos, Z Wyjątków. W Pomrokach Wiary, escrita bajo el seudónimo Stefan Żalny (Żalny significa 'lastimero') fue su debut autopublicado en 1909. Estas historias nunca han sido bien recibidas por la crítica. La opinión general es que su estilo literario hiperbólico y a veces anacrónico no podía ser apreciado por la mayoría de sus lectores. Su segundo volumen de cuentos, Na Wzgórzu Róż, fue publicado nueve años más tarde y recibió una modesta aprobación crítica.
Aun así, este libro impresionó al crítico literario y escritor decadentista Karol Irzykowski. Se volvieron buenos amigos e Irzykowski apoyó la carrera de Grabiński. En 1920, Grabiński presentó un libro de cuentos sobre un tren místico llamada Demon Ruchu. Finalmente, aparecieron las siguientes colecciones de cuentos : Szalony Pątnik (1920), Niesamowita Opowieść y Księga Ognia (1922). Su trabajo de prosa más largo, Namiętność, escrito en 1930, fue inspirado por su viaje a Italia, sobre todo la ciudad de Venecia.
La imaginería simbólica en la obra de Grabiński's fue personificada por criaturas inquietantes tales como íncubos, brujas, doppelgängers, espíritus de varias clases y mensajes misteriosos del inframundo. Su ficción es considerada extraña porque está permeada de magia, erotismo ocultista, efectos parapsicológicos y misticismo oriental.
Se dice que una cita de su cuento "Saturnin Sektor", reflejaba el estado mental constante de su autor: "No me puedo liberar de esa fuerte, autoritaria voz que me habla, o de ese misterioso poder hace a un lado objetos sin importar su tamaño; todavía estoy fatigado por monótonos caminos sin fin que llevan a ninguna parte. Es por eso que no soy un espíritu perfecto, sólo un 'loco', alguien que despierta piedad, desdén o miedo en la gente normal. Pero no me quejo. Incluso así, soy mejor que aquellos de mente sana."
Su tuberculosis empeoró y tuvo que pasar más tiempo buscando tratamientos. En 1931 se asentó en el hotel y spa de Brzuchowice (hoy Briukhovychi), donde, a pesar de alguna ganancia financiera  por sus escritos, cada vez descendió más en la oscuridad y fue abandonado por la mayoría de sus amigos. En 1936 murió en extrema pobreza en Leópolis y fue enterrado ahí, en el Cementerio Janowski.
Su obra fue olvidada hasta después de la Segunda Guerra Mundial, cuando el historiador literario Artur Hutnikiewicz escribió una monografía sobre su trabajo. Posteriormente sus cuentos fueron promovidos por el crítico de ciencia ficción Marek Wydmuch y algunos aparecieron en la Colección Stanislaw Lem, publicadas por la editorial Wydawnictwo Literackie. 
- Datos: Q721032
- Multimedia: Stefan Grabiński / Q721032